# Blackburn
 Denne artikel omhandler byen Blackburn. Der er også andre byer med dette navn, se Blackburn (West Lothian).
Blackburn er en by i det nordvestlige England, med et indbyggertal (pr. 2011) på knap 118.000. Byen ligger i grevskabet Lancashire i regionen North West England. Byens navn kommer fra floden Blakewater, der passerer gennem byen.

## Kommuneby
Blackburn er hovedby i enhedskommunen Blackburn med Darwen.

## Sport
Blackburn er hjemby for fodboldklubben Blackburn Rovers F.C.

## Religion
Blackburn har mange indvandrere fra Indien og Pakistan. 26 procent af byens indbyggere er muslimer. Dette er den højeste koncentration af engelske muslimer udenfor London.
Én af byens sognekirker blev domkirke, da Blackburn Bispedømme blev oprettet i 1926. På trods af sin domkirke har Blackburn aldrig fået status som city.
53°45′N 2°29′V / 53.750°N 2.483°V
- Wikimedia Commons har flere filer relateret til Blackburn